# Niewydana płyta
Tzw. Niewydana płyta – pierwszy studyjny album zespołu Normalsi. Płyta nigdy nie została wydana. 

## Lista utworów
1. "Do stracenia" – 5:03
2. "Chwile" – 2:44
3. "Siuduaduappa" – 3:55
4. "Trzcina" – 5:56
5. "Matka" – 4:31
6. "Mela" – 4:57
7. "Monotonia" – 4:36
8. "Most" – 4:24
9. "Nie ma lekko" – 3:46
10. "Orły" – 3:27
11. "Jestem" – 3:08
12. "Pociąg" – 5:56
13. "Próba" – 4:53
14. "Richard" – 3:48
15. "Życie" – 4:19
16. "Kłótnia" – 3:15

## Twórcy
- Piotr "Chypis" Pachulski – wokal, gitara elektryczna
- Mirek "Koniu" Mazurczyk – gitara elektryczna
- Marcin "Rittus" Ritter – gitara basowa
- Adam "Marszałek" Marszałkowski – perkusja